# Marais Viljoen
Marais Viljoen (Robertson, 2 dicembre 1915 – Pretoria, 4 gennaio 2007) è stato un politico sudafricano, presidente del Sudafrica dal 4 giugno 1979 al 4 settembre 1984.

## Biografia
Più giovane di sei figli, Viljoen lavorò come impiegato presso un ufficio postale e come giornalista del quotidiano Die Transvaler, scritto in lingua afrikaans, in cui ebbe l'opportunità di conoscere l'ex presidente sudafricano Hendrik Frensch Verwoerd, che lo convinse ad entrare in politica. Nel 1940 Viljoen sposò Dorothea Maria Brink (che lasciò vedovo nel 2005), con cui ebbe una figlia.
Negli anni sessanta fu eletto in Parlamento in rappresentanza della città di Alberton nelle file del National Party: iniziò così una rapida carriera politica che lo portò a diventare presidente del Senato nel 1976 (e capo dello Stato pro tempore dal 21 agosto al 10 ottobre 1978) e presidente del Sudafrica dal 4 giugno 1979 al 3 settembre 1984. Venne sostituito nella guida della Repubblica africana da Pieter Willem Botha e collaborò con il suo governo.
Durante la sua azione governativa fece poco contro l'apartheid, ma non si oppose alle proposte riformiste di Nelson Mandela: tuttavia dal 1994, anno in cui la maggioranza nera ebbe gli stessi diritti della minoranza bianca, si ritirò dalla vita politica attiva. Il 15 gennaio del 2007, pochi giorni dopo la sua scomparsa dovuta ad un attacco di cuore, gli vennero tributati i funerali di Stato.